# Кільце Коена — Маколея
У комутативній алгебрі кільцями Коена — Маколея називається клас комутативних кілець, що є зокрема важливим у алгебричній геометрії, завдяки властивостям локальної рівнорозмірності. Названі на честь англійського математика Френсіса Маколея і американського математика Ірвінга Коена.

## Означення
Комутативне локальне нетерове кільце {\displaystyle R} називається кільцем Коена — Маколея, якщо його глибина дорівнює його розмірності {\displaystyle \dim R}. 
Еквівалентне означення можна дати в термінах регулярної послідовності, тобто послідовності елементів {\displaystyle a_{1},\dots ,a_{k}\in R} де для всіх {\displaystyle i} елемент {\displaystyle a_{i}} не є дільником нуля у кільці {\displaystyle R/(a_{1},\ldots ,a_{i})}. Локальне кільце {\displaystyle R} називається кільцем Коена — Маколея, якщо існує регулярна послідовність для якої фактор-кільце є кільцем Артіна. Довжина цієї регулярної послідовності є рівною глибині кільця і його розмірності Круля.
Також кільця Коена — Маколея можна охарактеризувати тим, що групи {\displaystyle \operatorname {Ext} _{R}^{i}(k,R)\neq 0} і групи локальних когомологій {\displaystyle H_{\mathfrak {m}}^{i}(R)} рівні нулю для всіх {\displaystyle i<\dim R}, де {\displaystyle {\mathfrak {m}}} — максимальний ідеал, a {\displaystyle k} — поле лишків {\displaystyle R}. 
Нетерове кільце {\displaystyle R}  називається кільцем Коена — Маколея, якщо для будь-якого простого ідеалу {\displaystyle {\mathfrak {p}}\subset R} локалізація кільця {\displaystyle R_{\mathfrak {p}}} є кільцем Коена — Маколея. Аналогічно довільна схема {\displaystyle X} називається схемою Коена — Маколея якщо для будь-якої точки локальне кільце у цій точці є кільцем Коена — Маколея.

## Приклади
- Регулярне локальне кільце (і, взагалі, будь-яке кільце Горенштейна) є кільцем Коена — Маколея;
- будь-яке артинове кільце;
- будь-яке одновимірне редуковане кільце;
- будь-яке двовимірне нормальне кільце є кільцем Коена — Маколея.
- Кільце многочленів або формальних степеневих рядів над полем чи над будь-яким кільцем Коена — Маколея.

## Властивості
- Якщо {\displaystyle {\mathfrak {p}}} — простий ідеал в локальному кільці Коена — Маколея {\displaystyle R}, то для його висоти виконується співвідношення

{\displaystyle \operatorname {ht} ({\mathfrak {p}})+\operatorname {dim} (R/{\mathfrak {p}})=\operatorname {dim} R.}
Зокрема, локальне кільце Коена — Маколея є рівнорозмірним і ланцюговим.
- Одним із найважливіших результатів теорії кілець Коена — Маколея є теорема про незмішаність. Ця теорема була доведена Маколеєм для кільця многочленів і Коеном для кільця формальних степеневих рядів, що дало назву усьому класу кілець. Нехай {\displaystyle R} — d-вимірне кільце Коена — Маколея, {\displaystyle a_{1},\dots ,a_{k}\in R} — послідовність елементів з {\displaystyle R} для яких {\displaystyle \operatorname {dim} R/(a_{1},\ldots ,a_{k})=d-k}. Тоді ця послідовність є регулярною, і ідеал {\displaystyle {\mathfrak {u}}=(a_{1},\ldots ,a_{k})} є незмішаним, тобто будь-який простий ідеал, асоційований з {\displaystyle {\mathfrak {u}}} має висоту {\displaystyle k} і ковисоту {\displaystyle d-k}.

- Локальне кільце є кільцем Коена — Маколея тоді і тільки тоді коли кільцем Коена — Маколея є його поповнення;
- Якщо {\displaystyle R} є локальним кільцем Коена — Маколея, то і кільце {\displaystyle R/(a_{1},\ldots ,a_{k})}, де {\displaystyle a_{1},\ldots ,a_{k}} — регулярна послідовність, є кільцем Коена — Маколея;
- Локалізація локального кільця Коена — Маколея (в першому означенні) по простому ідеалу знову є кільцем Коена — Маколея. Ця властивість зокрема робить несуперечливим означення для довільних нетерових кілець.
- Кільце Коена — Маколея стабільні і при переході до кілець інваріантів. Якщо {\displaystyle G} — скінченна група, що діє на кільці Коена — Маколея {\displaystyle R} і її порядок є оборотним у {\displaystyle R}, то кільце інваріантів {\displaystyle R^{G}} є кільцем Коена — Маколея.
- Критерій Хіронаки. Нехай {\displaystyle R} — локальне кільце, що є скінченнопородженим модулем над деяким регулярним локальним кільцем {\displaystyle A\subset R}. Такі підкільця завжди існують, наприклад, для локалізації скінченнопородженої алгебри над полем по простому ідеалу (згідно нормалізаційної леми Нетер); вони також існують коли {\displaystyle R} є повним кільцем, що містить поле або повною областю цілісності.[1] При цих умовах {\displaystyle R} є кільцем Коена — Маколея тоді і тільки тоді коли воно є плоским A-модулем; еквівалентно, якщо {\displaystyle R} є вільним A-модулем.[2]
- Нехай {\displaystyle u} — елемент нетерового локального кільця {\displaystyle R}, що не є дільником нуля і належить максимальному ідеалу. Тоді {\displaystyle R} є кільцем Коена — Маколея тоді і тільки тоді коли{\displaystyle R/(u)} є кільцем Коена — Маколея.[3]

## Модулі Коена — Маколея
Скінченнопороджений модуль {\displaystyle M} над локальним нетеровим кільцем {\displaystyle R}називається модулем Коена — Маколея, якщо його глибина дорівнює розмірності. 
На модулі Коена — Маколея поширюються багато результатів про кільце Коена — Маколея. Наприклад, носій такого модуля є рівнорозмірним. 
Для будь-якого асоційованого ідеалу {\displaystyle {\mathfrak {p}}\in \operatorname {Ass} M}виконується рівність {\displaystyle \operatorname {depth} M=\operatorname {dim} M=\operatorname {dim} R/{\mathfrak {p}}.} Звідси випливає також, що кожен елемент {\displaystyle \operatorname {Ass} M} є мінімальним і також елементом носія модуля.
У модулів Коена — Маколея кожна система параметрів є регулярною послідовністю. Системою параметрів називається послідовність елементів {\displaystyle a_{1},\ldots ,a_{n}}, які належать максимальному ідеалу кільця {\displaystyle R}, де {\displaystyle n=\operatorname {dim} R}і модуль {\displaystyle M/(a_{1},\ldots ,a_{n})M} має скінченну довжину. Навпаки, якщо для {\displaystyle M} кожна система параметрів є регулярною, то {\displaystyle M} є модулем Коена — Маколея.
Якщо {\displaystyle M} є R-модулем Коена — Маколея і {\displaystyle {\mathfrak {p}}} — простий ідеал у {\displaystyle R}, то локалізація {\displaystyle M_{\mathfrak {p}}} є {\displaystyle R_{\mathfrak {p}}}- модулем Коена — Маколея.
Існує гіпотеза, що для будь-якого повного локального кільця існує модуль Коена — Маколея {\displaystyle M} такий, що {\displaystyle \dim M=\dim A}.